# برنامج أبولو
برنامج أبولو (بالإنجليزية: Apollo program) هو برنامج طيران للفضاء تأسس من قبل وكالة ناسا في الولايات المتحدة الأمريكية، وكان يهدف لوصول وهبوط البشر على سطح القمر. تضمن البرنامج ست عمليات هبوط على القمر مرشدة بين عامي 1969 و1972. جمع رواد الفضاء خلال رحلات أبولو نحو 382 كيلوغراماً من الصخور والعينات المترسبة من القمر وعادوا بها من أجل دراستها وتحليلها ومحاولة معرفة أصل تكوين القمر وعلاقته بتكوين الأرض.
بدأ المشروع في عام 1961 بواسطة الرئيس الأمريكي السابق جون ف. كندي. احتوت كل رحلة من برنامج أبولو من طاقم مكون من ثلاثة رواد فضاء. أول هبوط على القمر حصل في رحلة أبولو 11 في يوم 20 يوليو 1969 وكان أول أنسان تطأ أقدامه سطح القمر نيل أرمسترونج وزميله إدوين ألدرن. انتهى البرنامج في عام 1974 بالقيام برحلة أبولو 17. سمي المشروع بهذا الاسم نسبة للإله الإغريقي أبولو.
أحد الأسباب التي أدت لبدأ المشروع هو المنافسة بين الولايات المتحدة الأمريكية مع الاتحاد السوفياتي حيث كان الاتحاد السوفيتي عام 1961 أول دولة تبعث إنساناً إلى الفضاء يدور حول الأرض وهو رائد الفضاء الروسي جاجارين. وكان ذلك في فترة الحرب الباردة. فرأى الكثير من الأمريكيين أنه يجب على الولايات المتحدة التسابق والتفوق على الاتحاد السوفياتي في مجال استكشاف الفضاء.

## خلفية تاريخية
بدأ برنامج أبولو في بدايات عام 1960 خلال فترة حكم دوايت أيزنهاور، وشكل البرنامج عند تأسيسه تكملة لمشروع ميركوري والذي أرسل بواسطته أول رائد فضاء أمريكي للفضاء. وجاء برنامج أبولو ليطور قدرة الولايات المتحدة لنقل الرواد للفضاء، حيث كان هدف البرنامج هو نقل ثلاث رواد فضاء في رحلات دائرية في مدار الأرض مع إمكانية نقلهم مستقبلاً للقمر. وأطلق مدير ناسا آنذاك آبي سيلفيرستين اسم البرنامج مشتقاً من اسم الإله الأغريقي أبولو إله الموسيقى والضوء. وقد خططت وكالة ناسا لمهمات أبولو على الرغم من عدم التأكد من توافر التمويل المالي للبرنامج وذلك نظراً لعدم اهتمام الرئيس آيزنهاور بالرحلات الفضائية المأهولة.
في نوفمبر من عام 1960 انتُخِب جون كندي رئيساً للولايات المتحدة، وقد وعد خلال حملته الانتخابية بأن تتقدم الولايات المتحدة على الاتحاد السوفييتي في مجال الاستكشافات الفضائية، وقد وصف الرئيس التفوق الفضائي خلال حملته بانه مؤشر على سمعة الأمة وتطورها. كما حذر خلال الحملة من فرق في عدد الصواريخ بين الولايات المتحدة والاتحاد السوفييتي ووعد بأن تكون الولايات المتحدة الأولى والوحيدة في هذا المجال. وعلى الرغم من خطابات كندي إلا إنه لم يتخذ قرار بالموافقة على برنامج أبولو بشكل سريع، وذلك لجهله في تفاصيل البرنامج والميزانية الضخمة اللازمة للهبوط على القمر. وقد وافق كندي على طلب مدير ناسا جاميس إدوين ويب بزيادة ميزانية المؤسسة بمقدار 30% لتطوير صواريخ فضائية أكبر لبرنامج أبولو، لكنه أرجأ اتخاذ قرار في شأن البرنامج بشكل عام.

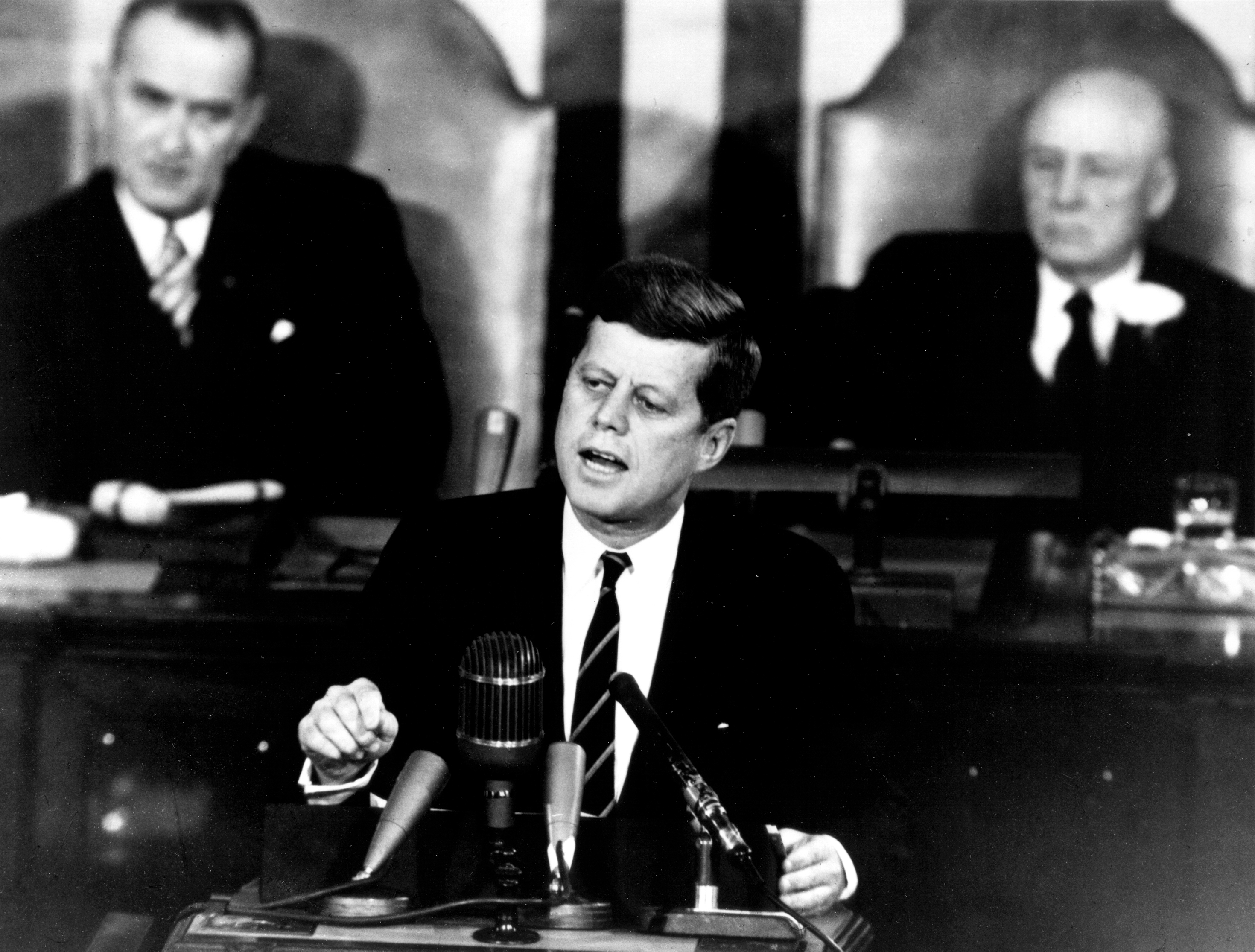
الرئيس كندي يعلن قرار الذهاب للقمر في 25 مايو 1961 من خلال لجنة مشتركة مع الكونغرس الأمريكي

وبوصول يوري جاجارين للفضاء في 12 أبريل 1961 تعززت مخاوف الولايات المتحدة في تأخرها في السباق التقني مع الاتحاد السوفييتي. وفي اليوم التالي ناشد عدد من أعضاء لجنة العلوم والفضاء في مجلس النواب الأمريكي بزيادة الدعم المالي اللازم لضمان بقاء الولايات المتحدة الأولى في المجال الفضائي. إلا أن كندي كان حذراً في الرد على هذا الخبر ورفض بالإدلاء بأي تصريح للرد على السوفييت. وفي 13 من أبريل عام 1961 أرسل كندي مذكرة لنائبه ليندون جونسون يطلب منهُ متابعة برنامج الفضاء الأمريكي والبرامج اللازمة لضمان تقدم الولايات المتحدة في المجال الفضائي. وجاء رد جونسون في اليوم نفسه، حيث جاء فيه أن الولايات المتحدة لم تكن تضع قدرتها الكاملة ولم تتوصل لإنجازات ممكن أن تجعلها الرائدة في الفضاء، وبينت المذكرة بأن الولايات المتحدة ستكون أول من يرسل رحلة مأهولة للقمر.
أعلن الرئيس كندي تأييده لبرنامج أبولو في 25 مايو 1961 من خلال اجتماع مشترك مع الكونغرس الأمريكي:

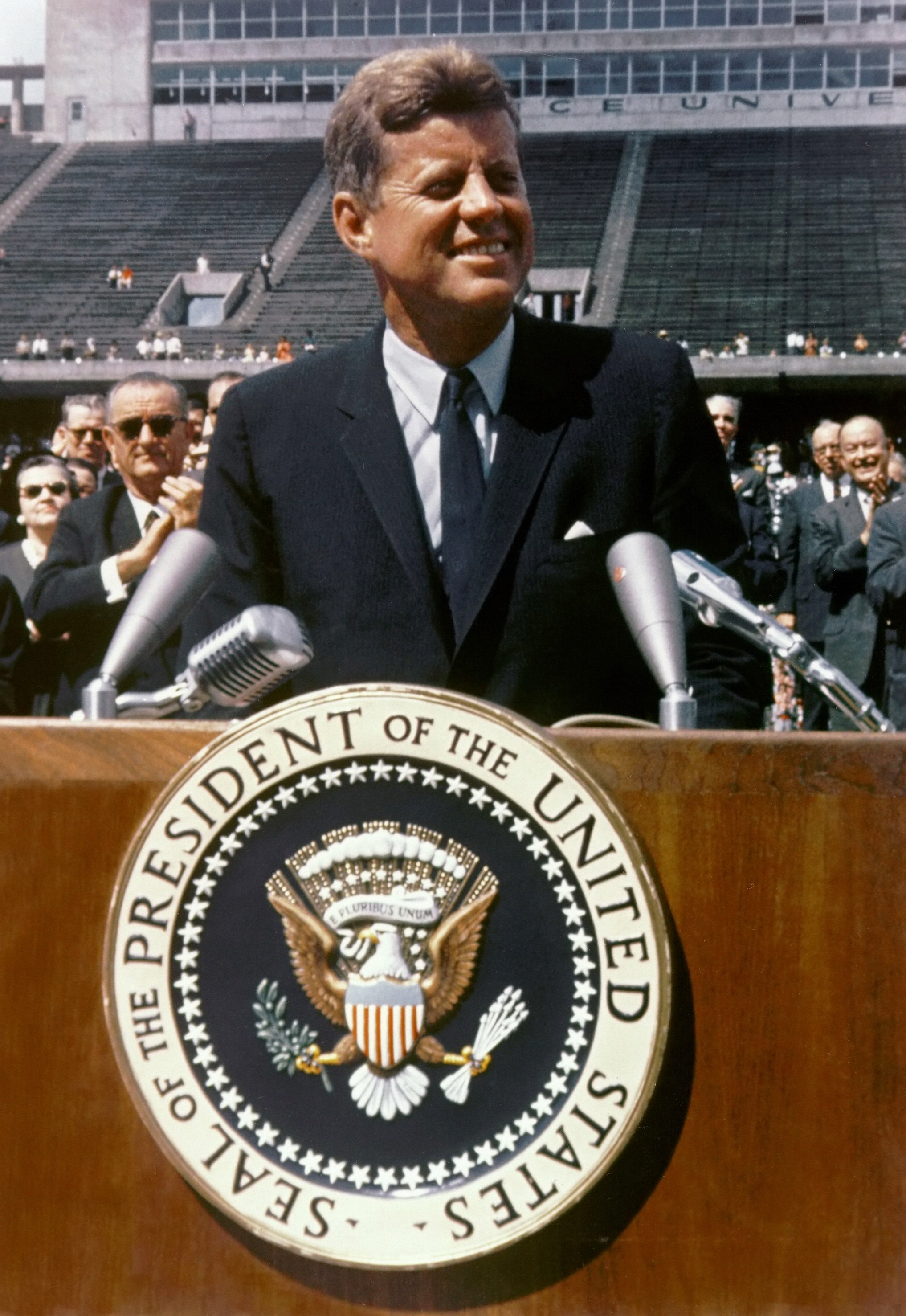
الرئيس كندي يقدم خطاباً في جامعة رايس عن مشروع الفضاء الأمريكي في 12 سبتمبر 1962.

في لحظة إعلان كندي الذهاب للقمر كان هنالك رائد فضاء أمريكي واحد قد وصل للفضاء (قبل أقل من شهر من الإعلان)، ولم ترسل وكالة ناسا أي رائد فضاء لمدار الأرض. كما شكك بعض موظفي ناسا من إمكانية تحقيق هدف كندي بالوصول للقمر. ولتنفيذ هدف الرئيس بإنزال رجل على السطح القمر قبل نهاية عام 1969 كان على ناسا تسخير قدراتها ومواردها (24 مليار دولار) في الإبداع التقني. حيث تضمن برنامج أبولو في قمة نشاطه ما يقارب 400,000 شخص ودعم أكثر من 20,000 شركة صناعية وجامعة.
| برنامج أبولو | نختار الذهاب إلى القمر في هذا العقد، كما نفعل أشياء أخرى، ليس لسهولتها، ولكن لأنها صعبة، لأن هذا الهدف سيساعد على تنظيم وتدبير أفضل ما لدينا من طاقات ومهارات، وذلك لأننا على استعداد لقبول هذا التحدي، ولسنا على استعداد لتأجيله، ونعتزم الفوز فيه، وغيره من التحديات... قبل سنوات عديدة سئل المستكشف البريطاني العظيم جورج مالوري، والذي كان سيموت على جبل إيفرست، لماذا أراد أن يصعد عليه. وقال: "لأنه هناك". كذلك، الفضاء هناك، ونحن ذاهبون للصعود إليه، والقمر والكواكب هناك، وآمال جديدة للمعرفة والسلام هناك. وكلما أبحرنا نحن نطلب بركة من الله على مواجهة المغامرة الأعظم والأكثر خطورة التي نفذها الإنسان. | برنامج أبولو |

## نظام المهمة
منذ أن حدد الرئيس كندي هدف برنامج أبولو واجهت مخططي البعثة عدد من التحديات تتمثل بتصميم عدد من الرحلات التي تلبي هدف الهبوط على القمر مع تقليل الخطر على حياة الإنسان والتكلفة والطلب على التكنولوجيا ومهارات رائد الفضاء. أخذت بالاعتبار أربعة خطط لنظام المهمة وهي:
- الصعود المباشر: تنص هذه المهمة على أن تقوم المركبة الفضائية بالتوجه مباشرة إلى القمر والهبوط والعودة كوحدة واحدة. وهذا من شأنه أن تحتاج الخطة صواريخ إطلاق قوية جداً ولهذا خطط لأستعمال الصاروخ نوفا.
- ملتقى مدار الأرض : تقوم هذه الخطة على إطلاق عدد من الصواريخ (قد تصل إلى خمسة عشر في بعض الخطط)، ويحمل كل منها جزء من المركبة الفضائية والتي تلتحم كوحدة واحدة في مدار الأرض ثم تقوم المركبة بالنزول على سطح القمر.
- ملتقى سطح القمر: إطلاق مركبتين فضائيتيين بشكل متعاقب، بحيث تكون الأولى غير مأهولة وتطير بواسطة النظام الآلي وتضم محركات للإطلاق من سطح القمر، بينما تكون المركبة الثانية مأهولة. وعند الهبوط على سطح القمر ينقل رواد الفضاء الوقود ومحركات الإطلاق من المركبة الأولى إلى المركبة المأهولة وبذلك يستطيع الرواد العودة للأرض.
- ملتقى مدار القمر: تقوم الخطة على استخدام مركبة الإطلاق ساتورن 5 والتي تتكون من عدد من الوحدات. تقوم وحدة القيادة بالدوران في مدار القمر بينما تهبط الوحدة القمرية على سطح القمر ومن ثم تعود للالتحام بوحدة القيادة. وتختلف هذه الخطة عن باقي الخطط بصغر حجم المركبة القمرية وبذلك تقلل من الكتلة اللازم إطلاقها من القمر.

كانت خطة الصعود المباشر هي المفضلة لدى ناسا في بداية عام 1961، وذلك لخشية العديد من المهندسين أن الالتقاء والالتحام في مدار القمر سيكون في غاية الصعوبة. إلا أن بعض الباحثين -و منهم جون هوبلوت من مركز لانغلي للأبحاث- شددوا على أهمية قلة الوزن في خطة ملتقى مدار القمر، وأقام هوبلوت بين عامي 1960 و 1961 حملة من أجل اختيار خطة ملتقى مدار القمر كخيار صالح للبرنامج، وتجاوز التسلسل الهرمي لدى ناسا وأرسل عددًا من المذكرات والتقارير بهذا الشأن إلى نائب مدير ناسا روبرت سيمانز طالبه فيها بعدم تجاهل الخطة.
إنشاء سيمانز لجنة جولوفان في يوليو 1961 بمثابة نقطة تحول في ناسا لوضع قرار البعثة. وعلى الرغم من أن هدف اللجنة المختصة هو تقديم توصية بشأن مركبات الإطلاق لاستعمالها في برنامج أبولو إلا أن من المسلم به أن قرار اختيار خطة النظام المناسب للبرنامج كان جزءاً هاماً من هذه المسألة. وأوصت اللجنة في صالح استخلاص خطة هجينة بين ملتقى مدار القمر وملتقى مدار الأرض، ولعب هذا القرار -بالإضافة لعمل هوبلوت الدؤوب- دوراً هاماً في الترويج لإمكانية تطبيق هذا النهج. في أواخر 1961 وأوائل عام 1962 بدأ الدعم بالتزايد لهذه الخطة بين أعضاء في كالة ناسا للفضاء في مركز لندون بي جونسون للفضاء . أستغرق المهندسون في مركز مارشال لبعثات الفضاء وقتاً طويلاً للاقتناع بمزايا الخطة وجاء ذلك بإعلان فيرنر فون براون تأييده للخطة في مؤتمر صحفي في يونيو 1962. وكان إعلان قرار ناسا الرسمي لصالح ملتقى مدار القمر يوم 11 يوليو 1962. ويرى مؤرخ الفضاء جيمس هانسن:
وبالإضافة إلى ذلك، فإن اختيار أسلوب ملتقى مدار القمر أدى لنجاة رواد أبولو 13. فلولا وجود نظام مستقل لدعم الحياة في المركبة القمرية للقي رواد الفضاء حتفهم خلال المهمة.

## المركبة الفضائية
تتكون مركبة أبولو الفضائية من قسمين رئيسيين: وحدة القيادة والوحدة القمرية. تعتبر وحدة القيادة هي المركبة الرئيسية والتي يقضي فيها رواد الفضاء معظم وقتهم خلال الرحلة، بينما تقتصر مهمم الوحدة القمرية بانزال رائدين إلى سطح القمر ثم إعادتهم إلى وحدة القيادة.

### وحدة القيادة

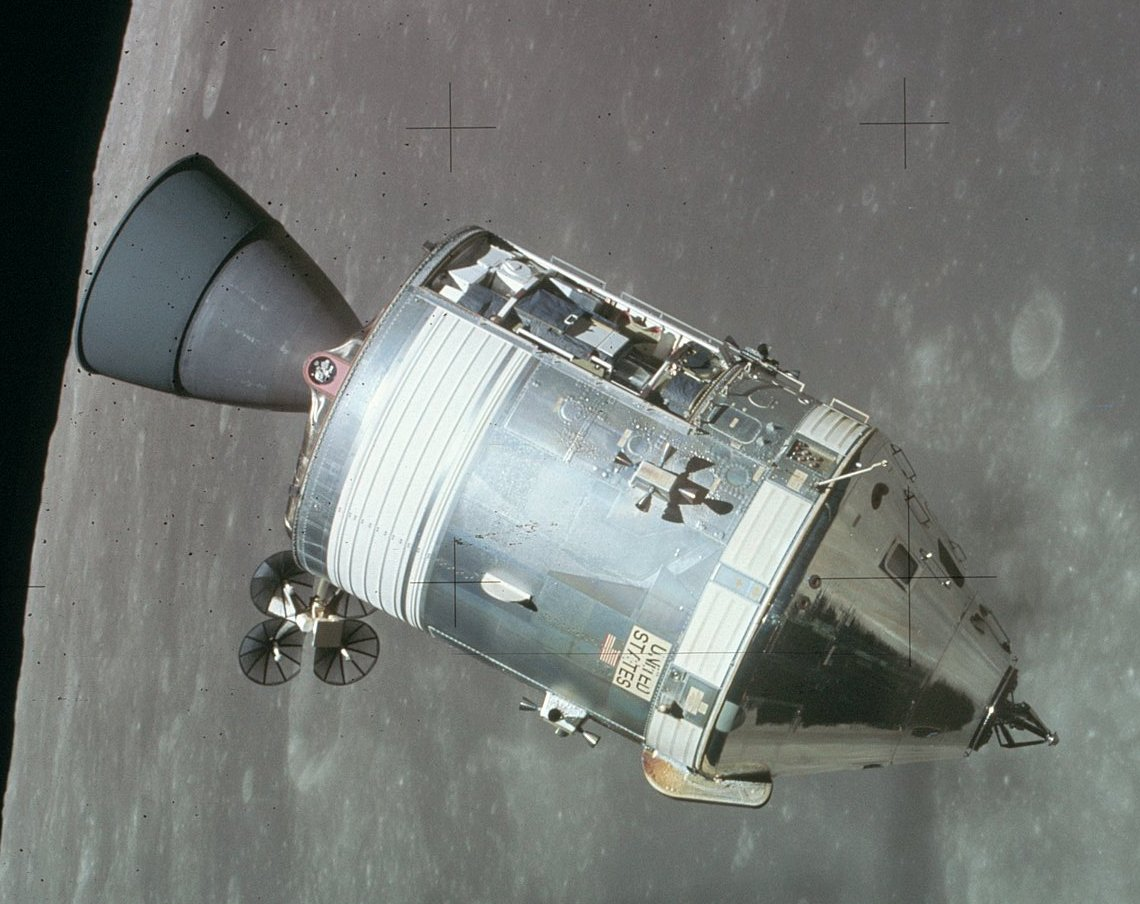
وحدة القيادة والخدمات في مدار القمر.

صممت وحدة القيادة بشكل مخروطي، وتحمل الوحدة ثلاث رواد فضاء من إطلاق المركبة لمدار القمر حتى رجوعها للأرض وسقوطها في البحر. وتضم الوحدة صواريخ دفع ونفق إرساء ونظام قيادة وملاحة. ويصل بالوحدة وحدة الخدمات التي تضم نظام الدفع وخلايا الوقود وهوائي الاتصال بالقيادة الأرضية وخزانات الماء والهواء. كما حملت وحدة الخدمات في أبولو 15 و16 و17 حزمة المعدات العلمية. وتبقى الوحدتان متصلتان طوال الرحلة حتى قبل الدخول في المجال الأرضي حيث تتخلص من وحدة الخدمات وذلك لعدم توفر درع حراري يحميها من الاحتكاك بالغلاف الجوي. وبعد دخول وحدة القيادة للمجال الجوي تطلق المظلات لإبطاء سرعة الوحدة قبل سقوطها على سطح المحيط.
فازت شركة نورث أميريكان أفياشن بعقد بناء وحدتي القيادة والخدمات لناسا، وكان المشروع تحت إشراف المهندس الفضائي هاريسون ستورمس. وأضطربت العلاقات بين نورث أميريكان أفياشن وناسا خلال برنامج أبولو وخاصة بعد وفاة ثلاثة من رواد الفضاء إثر حريق في وحدة قيادة أبولو 1، وأرجع التحقيق سبب الخرق إلى تماس كهربائي في أسلاك الوحدة، إلا أن التحقيق لم يستطع التوصل إلى من يتحمل نتيجة الحادثة.

### الوحدة القمرية

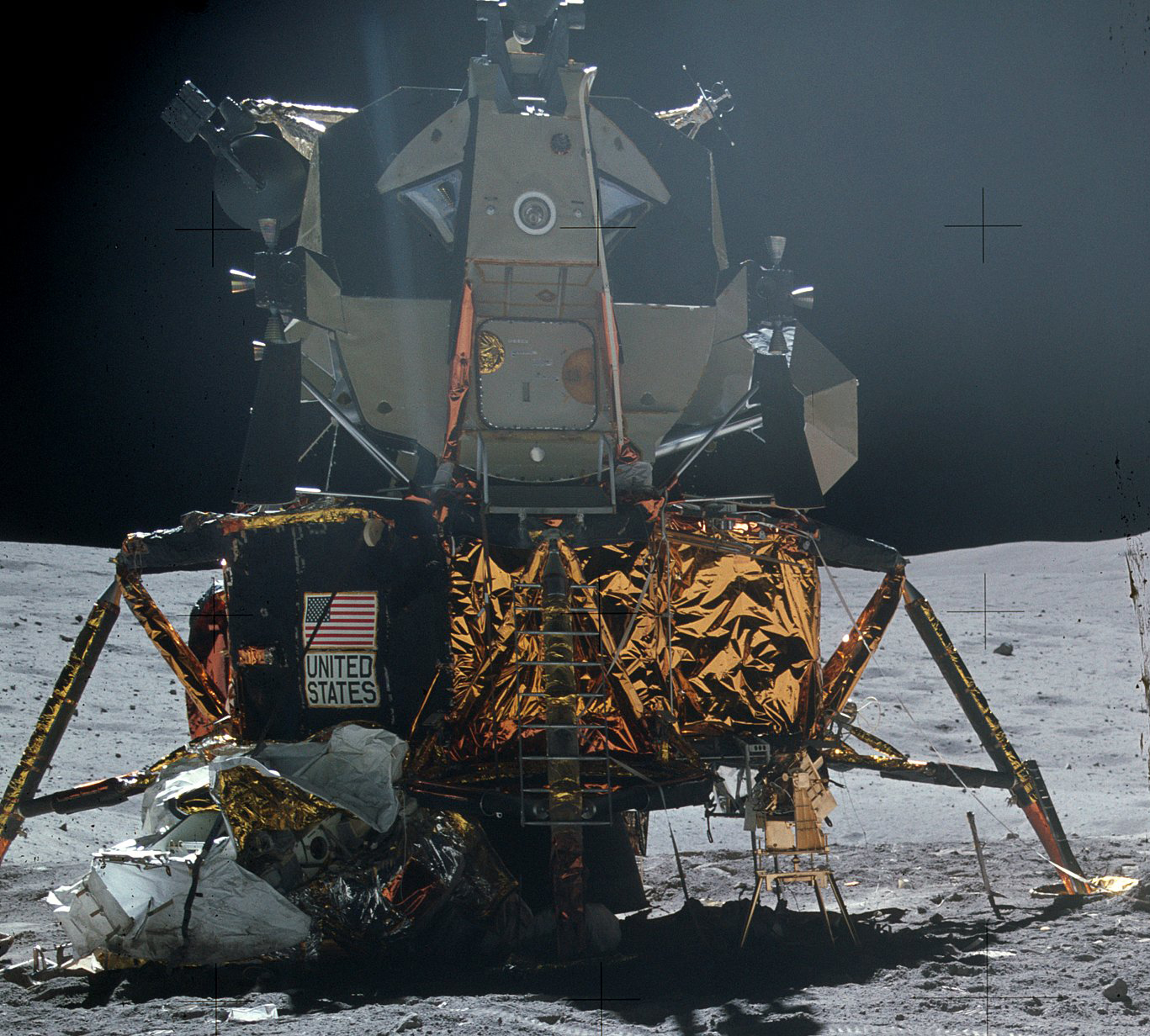
وحدة أبولو القمرية على سطح القمر

صممت الوحدة القمرية بشكل خاص للهبوط على سطح القمر ومن ثم الطيران إلى وحدة القيادة. وللوحدة درع حراري محدود ومصنوعة من مواد خفيفة الوزن، وعلى الرغم من قلة وزن الوحدة إلا إنها غير قادرة على الطيران في جاذبية الأرض. وتسع الوحدة لرائدي فضاء وتتكون من مرحلتي إطلاق، واحدة للهبوط وأخرى للإقلاع. لمرحلة الهبوط حجرة تخزين قادرة على نقل المركبة القمرية ورزمة أبولو لتجارب سطح القمر.
حصلت شركة غرومان على حقوق تصنيع وتصميم الوحدة القمرية تحت إشراف المهندس الفضائي توم كيلي. وحدثت عدد من المشاكل أثناء فترة التصميم والتصنيع أدت إلى تأخر تجربة برنامج أبولو، حتى كادت أن تسبب تأخير برنامج أبولو برمته. ولهذه الأسباب اعيد جدولة إطلاق رحلات أبولو المأهولة لتبدأ برحلة أبولو 9 عوضاً عن رحلة أبولو 8 كما كان مخططاً لها.

## الصواريخ
عندما بدأ فريق من المهندسين برئاسة فيرنر فون براون بالتخطيط لبرنامج أبولو، كان من غير الواضح ما هو نوع مركبات الإطلاق التي سيتم استعمالها. وتطلب ذلك الأمر معرفة نظام المهمة المتبعة، حيث كان نظام الصعود المباشر يتطلب مركبات قادرة على رفع حمولات كبيرة كصاروخ نوفا. وعندما جاء الاختيار على نظام ملتقى مدار القمر تم توجيه عمل مركز مارشال لرحلات الفضاء من أجل تطوير وإنتاج ساتورن 1ب وساتورن 5. ويعتبر ساتورن 5 أقوى مركبة إطلاق أُنتجت منذ ذلك الوقت وحتى يومنا هذا.

### ساتورن 1ب
يعتبر ساتورن 1ب نسخة مطورة من ساتورن 1 ويتكون من مرحلة أولى يضم ثماني محركات من نوع أتش 1 ومرحلة ثانية (أس 4 بي) مطابقة للمرحلة الثالثة في ساتورن 5. ينتج ساتورن 1ب قوة دفع تقدر ب1.6 مليون رطل قوة مقارنة ب7.5 مليون رطل قوة لساتورن 5. وعلى الرغم من قلة قوة الدفع مقارنة بساتورن 5 إلا إنه قادر على وضع وحدة القيادة والوحدة القمرية في مدار الأرض. تم استخدام ساتورن 1ب في مهمات أبولو التجريبية وفي برنامج سكاي لاب وفي مشروع أبولو-سويوز التجريبي.

### ساتورن 5

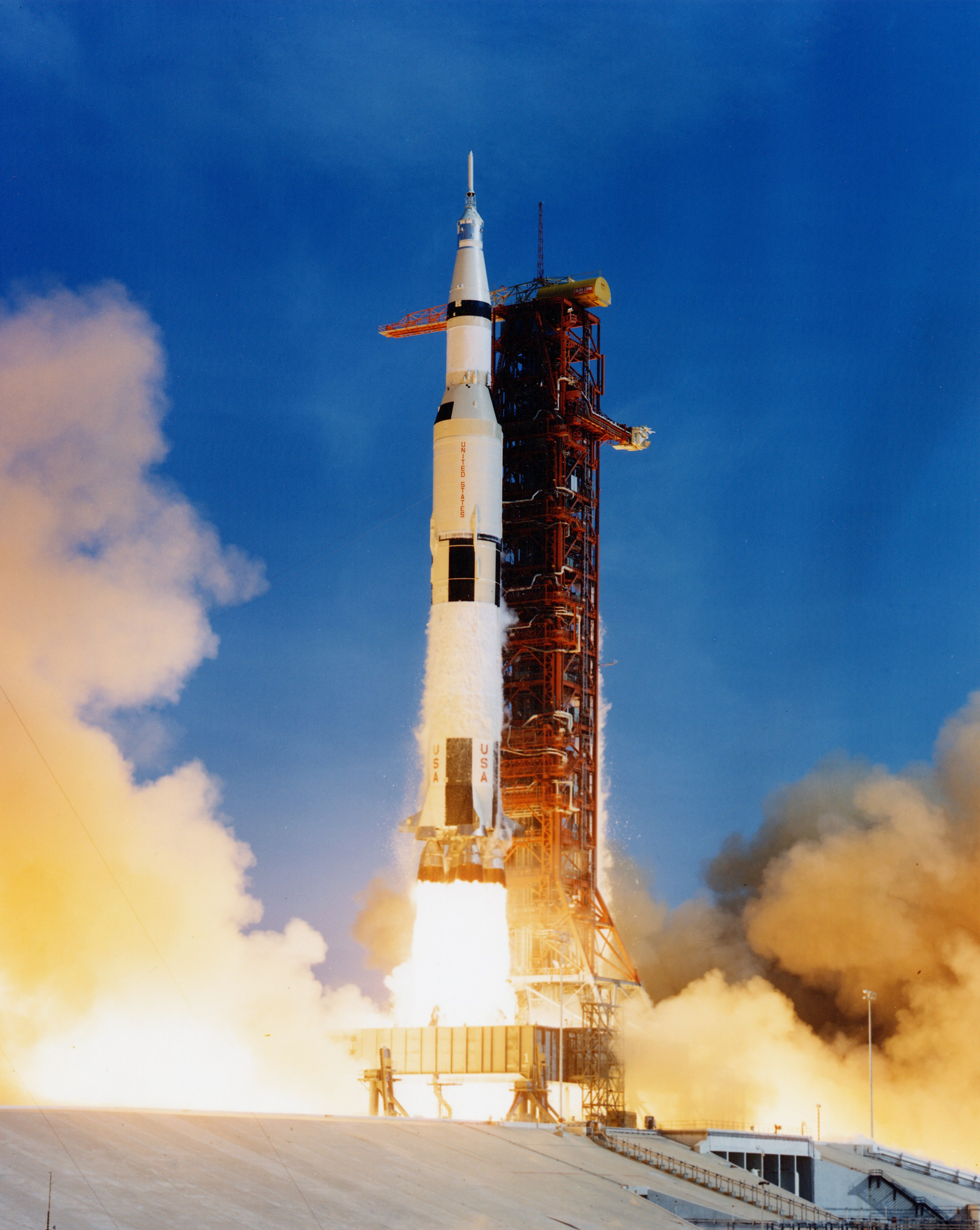
صاروخ ساتورن 5 في أبولو 11 المتجهة للقمر في 16 يوليو 1969.

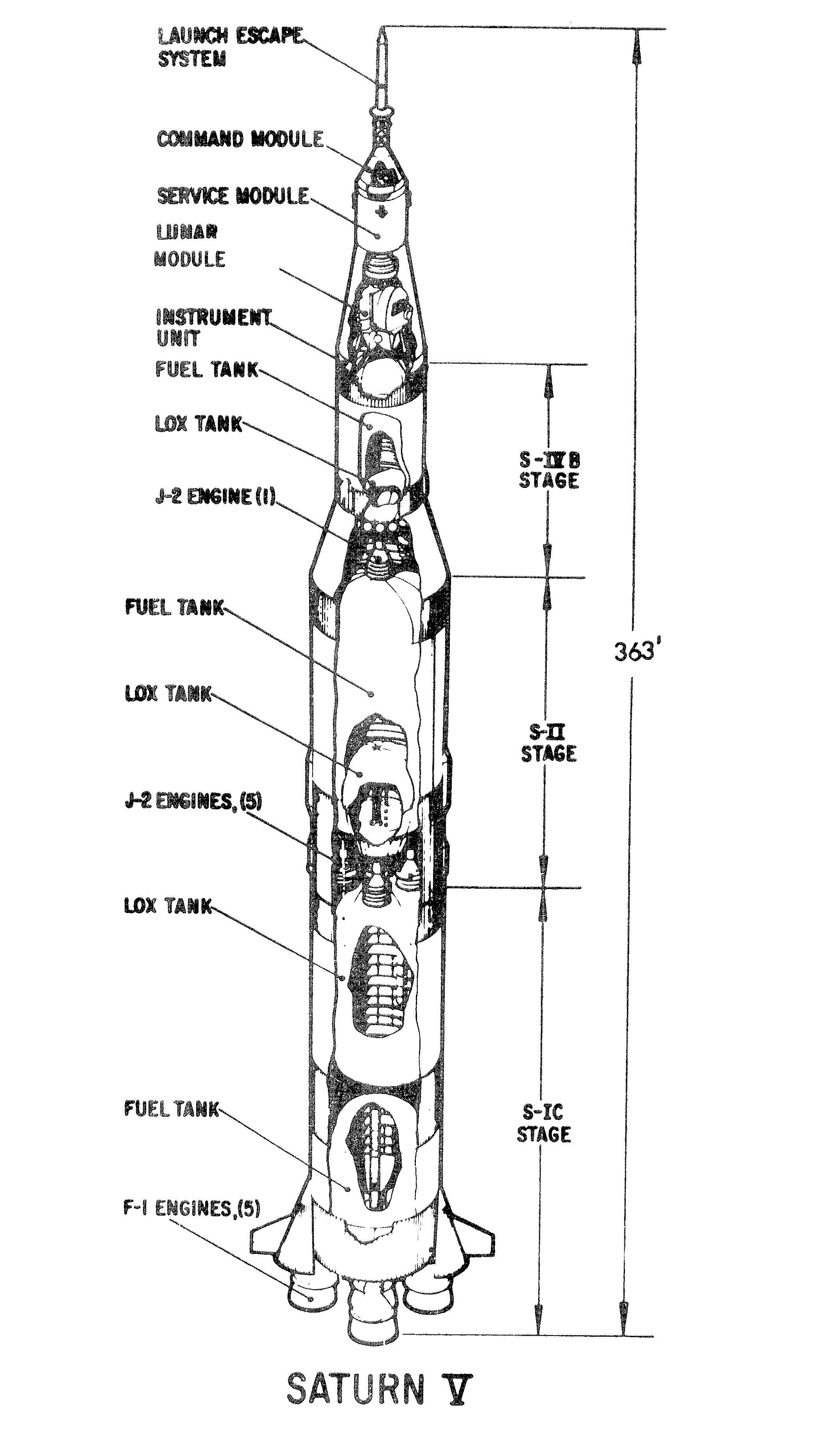
مخطط ساتورن 5 في أبولو 6.

يتكون ساتورن 5 من ثلاث مراحل ووحدة أجهزة واحدة والتي تحتوي على نظام توجيه الصاروخ. المرحلة الأولى من الصاروخ - وتسمى أس 1 سي- تحتوي على خمسة محركات من نوع أف 1 وضعت على شكل متعامد. وتنتج هذه الصواريخ ما مجموعه 7.5 مليون رطل قوة من الدفع. وخلال مدة احتراق المحركات والتي تقدر بدقيقتان ونصف الدقيقة تصل سرعة المركبة الفضائية إلى 6,000 ميل/ساعة (2.68 كم/ثانية). اشتهرت محركات أف-1 بعدم استقرارها لأن الوقود يحترق بشكل غير متساوي في مساحة اللهب. وعدم انتظام الاحتراق يسبب حدوث موجات من الضغط تؤدي بدورها إلى تدمير المحرك. ولقد حلت هذه المشكلة من خلال التجربة والخطأ، فقد أجريت عدة تعديلات لمنع تكون هذه الموجات.
تضم المرحلة الثانية من الصاروخ (أس 2) خمسة محركات من نوع جاي 2 والتي تحترق لمدة ستة دقائق تقريباً لتزيد من سرعة المركبة لتصل إلى 15,300 ميل/ساعة (6.84 كم/ثانية) بارتفاع 115 ميل (185 كم). وعند هذا الارتفاع يبدأ عمل المرحلة الثالثة (أس 4 بي) في وضع المركبة في مدار الأرض. وتضم المرحلة الثالثة محرك واحد من نوع جاي 2.

## المهمات

### أنواع المهمات
اقترح مركز المهمات الفضائية المأهولة في هيوستون، تكساس في سبتمبر 1967 سلسلة من البعثات التي من شأنها أن تقود إلى رحلة فضائية مأهولة تهبط على سطح القمر. وعلى أثر ذلك تم تحديد سبعة أنواع من المهمات، ولكل مهمة منها مجموعة محددة من المكونات والاختبارات، ولتنفيذ المهمة التالية يجب التأكد من اجتياز كل مكونات المهمة التي تسبقها. والمهمات هي :
- أ (A) - القيادة بدون طيار لوحدة القيادة والخدمات
- ب (B) - رحلة غير مأهولة للوحدة القمرية
- ج (C) - رحلة مأهولة لوحدة القيادة في المدار الأرضي المنخفض
- د (D) - رحلة مأهولة لوحدتي القيادة والقمر في المدار الأرضي المنخفض
- هـ (E) - رحلة مأهولة لوحدتي القيادة والقمر في مدار اهليلجي الأرض على أن تكون على أن تكون نقطة الأوج 4600 ميل (7400 كم)
- و (F) - رحلة مأهولة لوحدتي القيادة والقمر في مدار حول القمر
- ز (G) - رحلة مأهولة للهبوط على سطح القمر.

وأضيف في وقت لاحق المهمة ح (H) والتي تشمل على ترك المركبة الفضائية والمشي على القمر. وتلتها المهمة ي (J) والتي كانت عبارة عن البقاء لمدة ثلاثة أيام على سطح القمر واستخدام العربة القمرية.

### مهمات غير مأهولة
الأعمال التحضيرية لبرنامج أبولو بدأت قبل فترة طويلة من إرسال بعثات أبولو المأهولة. وكانت أول هذه الرحلات التجريبية في أكتوبر 1961 لتجربة صاروخ ساتورن 1، واستمرت هذه الاختبارات حتى سبتمبر 1964. وتلى تلك الاختباراتإطلاق ثلاثة صواريخ من نوع ساتورن 1 لتجربة إطلاق نماذج لوحدة القيادة لبرنامج أبولو. كما تم تجربة اثنين من منصات تجارب الهروب من نظام الإطلاق في الفترة بين 1963 و 1965 في منصة إطلاق الصواريخ في وايت ساندز، نيو ميكسيكو.
مهمات أبولو 4 و5 و6 هي المهمات الوحيدة غير المأهولة التي شمل اسمها رسمياً على اسم البرنامج بدلاً من الرقم التسلسلي. وتعتبر أبولو 4 أول رحلة تجريبية لساتورن 5 حيث بدأت الاختيارات يوم 9 نوفمبر 1967، وتم اختبار الصاروخ تطبيقآً لاستراتيجية مدير ناسا آنذك جورج مولر والتي تعتمد على تجربة الصاروخ كوحدة واحدة بدلاص عن تجربة كل مرحلة على حدة كما كان متبعاً في ذلك الوقت.
كانت مهمة أبولو 6 هي الأخيرة في سلسلة بعثات أبولو غير المأهولة، تم الإطلاق في 4 أبريل 1968، وعادت المركبة مرة أخرى للأرض بعد ما يقرب من عشر ساعات.

### مهمات مأهولة

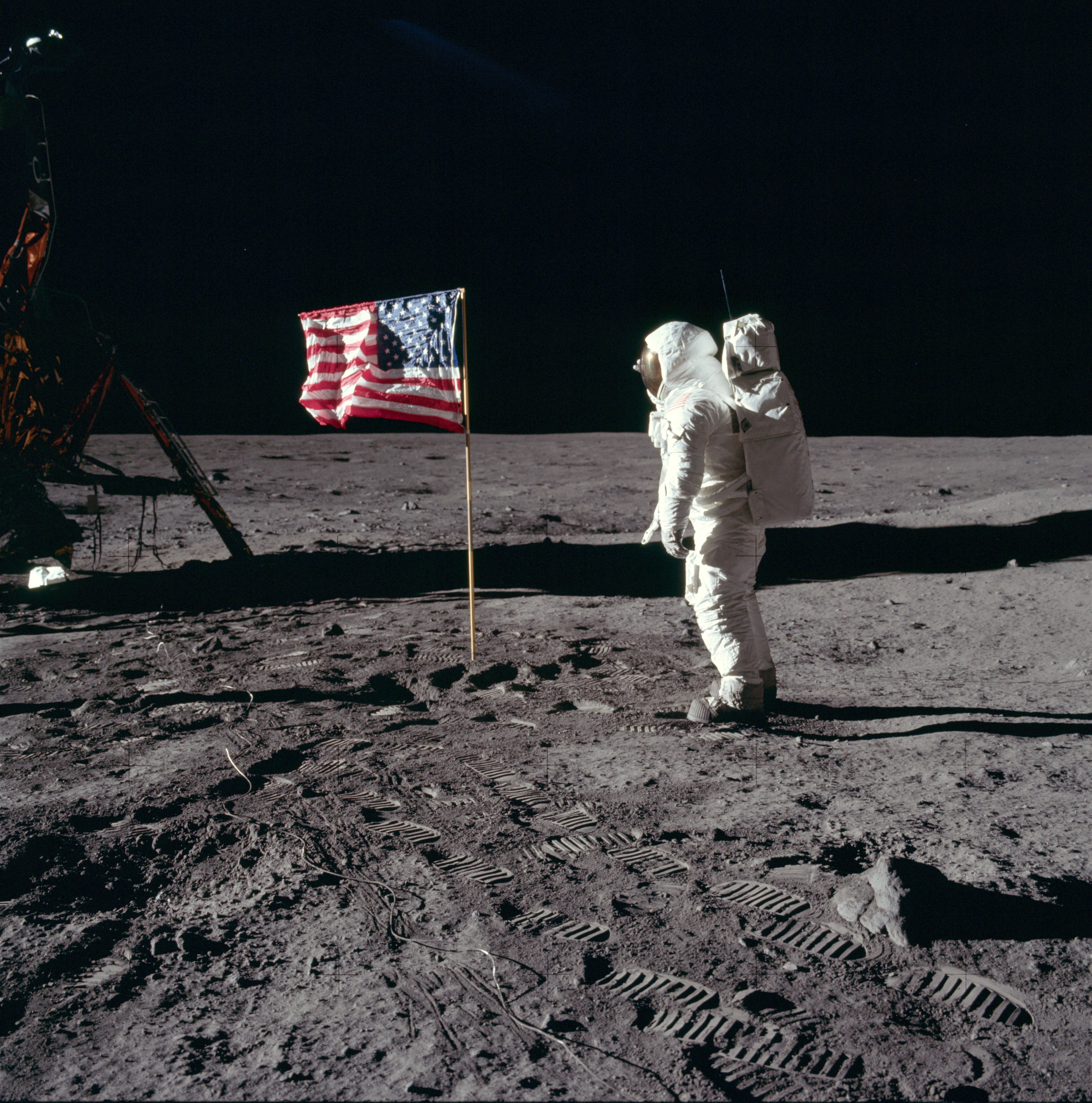
بز ألدرن بجانب علم الولايات المتحدة خلال أبولو 11

تضم كل بعثة مأهولة ثلاثة رواد فضاء: قائد وطيار وحدة القيادة وطيار الكبسولة القمرية. وفي حالة هبوط على سطح القمر يقوم القائد وطيار الوحدة القمرية بالنزول للقمر بينما يلازم طيار وحدة القيادة وحدته في مدار القمر.
تعتبر مهمة أبولو 7 والتي أطلقت في 11 أكتوبر 1968 أول بعثة مأهولة في برنامج أبولو. وهدفت المهمة التي استمرت لمدة 11 يوماً لاختبار وحدة القيادة التي تم إعداة تصميمها خصيصاً لمهمة أبولو. وهذه المهمة هي الأولى لساتورن 1ب والأولى التي تضم ثلاثة رواد فضاء في تاريخ الولايات المتحدة.

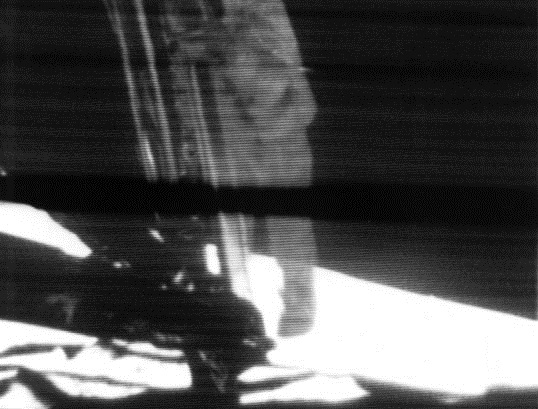
صورة ملتقطة من الوحدة القمرية لنيل أرمسترونغ، أول رجل تطأ رجله القمر.

بحلول صيف عام 1968 أصبح من الواضح للمسؤولين عن البرنامج أن الوحدة القمرية لن متاحة بكامل طاقتها لبعثة أبولو 8. وعلى الرغم من ذلك اختار المسؤولين إرسال أبولو 8 في حول القمر بدلا من أداء المهمة التي تدور حول الأرض البسيطة. جاءت هذه الفكرة من مدير ناسا جورج لو، على الرغم من أنه يدعي أنه تم إجراء هذا التغيير بمثابة استجابة مباشرة لمحاولات الاتحاد السوفيتي للطيران بالمركبة الفضائية المأهولة زوند حول القمر. ولكن ما يدحض هذه الإدعاءات أن المسؤولين في ناسا كانوا على علم بهذه الطلعات الجوية لزوند السوفياتية وكان توقيت بعثات زوند لا يتطابق بشكل جيد مع محضر مواعيد رحلات أبولو 8، مما يؤكد أن الجدول الزمني أبولو 8 كان يعتمد في المقام الأول على أساس الجدول الزمني لتجهيز الوحدة القمرية بدلاً من الخوف من بلوغ السوفييت للقمر أولاً. وبين 21 ديسمبر 1968 و 18 مايو 1969 أطلقت وكالة ناسا ثلاث بعثات أبولو (8 و 9 و 10) باستخدام مركبة الإطلاق ساتورن 5. وتكون طاقم كل بعثة من ثلاثة رواد فضاء، وشملت أبولو 9 و 10 على وحدات القمرية على الرغم من أنه لم يكن الغرض من هذه البعثات الهبوط على القمر.

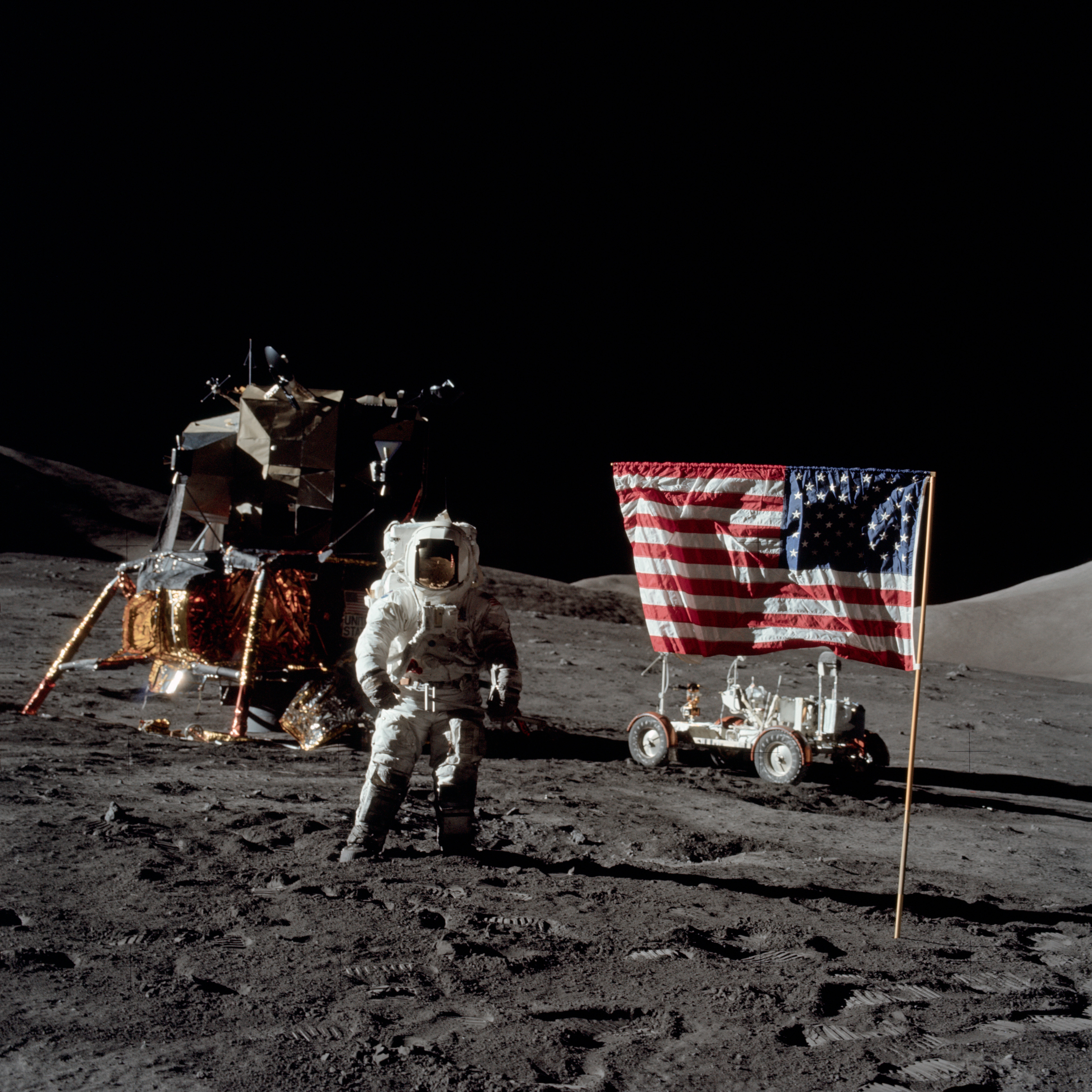
رائد فضاء هاريسون شميت يوم 13 ديسمبر عام 1972 خلال مهمة أبولو 17، وكانت آخر بعثة للهبوط على سطح القمر حتى الآن..

شملت الرحلتين التاليتين (أبولو 11 و 12) عملية ناجحة للهبوط على القمر بنجاح. وكان نيل أرمسترونغ أول من مشى على القمر حيث قال جملته المشهورة:
| برنامج أبولو | هذا خطوة صغيرة بالنسبة لرجل واحد، قفزة عملاقة للبشرية | برنامج أبولو |

واجهت مهمة أبولو 13 عدد من المشاكل التي أدت إلى إلغاء محاولة الهبوط على القمر وعودة طاقم المركبة للأرض. وتلاها أربع بعثات أبولو (14 إلى 17) التي وشملت على عمليات هبوط على القمر بنجاح. وضمت المهمات الثلاثة الأخيرة من هذه البعثات المهمة ي (J-class) والتي تشمل على استخدام العربة القمرية. تعتبر أبولو 17 والتي أطلقت في 7 ديسمبر 1972 آخر بعثة أبولو إلى القمر. قائد البعثة يوجين سيرنان كان آخر شخص غادر سطح القمر. عاد طاقم المركبة سالماً إلى الأرض في 19 ديسمبر 1972.

### تطبيقات على برنامج أبولو
نتيجة لنجاح برنامج أبولو، قامت ناسا والمتعاقدون معها بدراسة سبل استعمال تطبيقات وأجهزة أبولو بعد انتهاء المهمات القمرية، فتم اقتراح "تطبيقات برنامج أبولو"، ويهدف البرنامج إلى إرسال ثلاثين رحلة إلى المدار الأرضي حيث يتم استبدال الوحدة القمرية في صاروخ ساتورن لحمل المعدات العلمية.
لم تنفذت سوى إثنتين فقط من تلك الخطط: محطة الفضاء سكاي لاب (مايو 1973 - فبراير 1974)، ومشروع أبولو-سويوز التجريبي (يوليو 1975). شيد جسم محطة سكاي لاب من هيكل المرحلة الثانية من ساتورن 1ب، ونقل طاقم المحطة المكون من ثلاثة رواد فضاء بواسطة وحدة القيادة والخدمات، وو أطلقت المحطة باستخدام نسخة معدلة من ساتورن 5. غادر آخر طاقم للمحطة في 8 فبراير 1974، في حين أن المحطة عادت للأرض -قبل أوانها- في عام 1979، وبذلك تصبح أقدم عناصر برنامج أبولو.
يقوم مشروع أبولو-سويوز التجريبي على الالتحام بين وحدة القيادة لبرنامج أبولو ومركبة سويوز السوفيتية في مدار حول الأرض. واستغرقت المهمة من 15 يوليو حتى 24 يوليو عام 1975. على الرغم من أن الاتحاد السوفياتي واصل العمل على سويوز وساليوت إلا أن ناسا توقفت عن إرسال مهمات فضائية مأهولة حتى نظام النقل الفضائي (أس تي أس 1) -و التي تعد أول رحلة لمكوك الفضاء- في 12 أبريل 1981.

### مهمات ملغاة
تم إلغاء ثلاث بعثات إضافية للهبوط على سطح القمر -و هي أبولو 18 و19 و20- في ضوء تقلص جذري في ميزانية ناسا ووقف إنتاج دفعة جديدة من صواريخ ساتورن 5. وجاء إلغاء هذه المهمات لتوفير الميزانية اللازمة لإنتاج وتطوير مكوك الفضاء وتوفير مركبة أبولو الفضائية لإرسال محطة سكاي لاب. أصبحت المركبات المتبقية معروضات في عدد من المتاحف كالذي في مركز كينيدي للفضاء ومركز لندون بي جونسون للفضاء.

## ملخص رحلات أبولو
| الرحلة                                   | الصاروخ   | الطاقم                                    | الإطلاق        | هدف المهمة       | نتيجة المهمة |
| ---------------------------------------- | --------- | ----------------------------------------- | -------------- | ---------------- | --- |
| أي.اس-201 (أبولو 1A)                     | ساتورن 1ب | غير مأهولة                                | 26 فبراير 1966 | تحت مدارية       | نجاح جزئي - كانت الرحلة غير المأهولة وتحت مدارية هي الأولى لصاروخ الإطلاق ساتورن 1ب ولنظام تحكم أبولو. وتعرضت المهمة لعدد من المشاكل منها خلل في نظام التغذية الكهربائي وانخفاض ضغط المحرك بمايقدر ب30%.              |
| أي.اس-203 (أبولو 2)                      | ساتورن 1ب | غير مأهولة                                | 5 يوليو 1966   | مدار الأرض       | نجاح - نجاح خزان الوقود وصواريخ الإطلاق فيما يعرف بمهمة أبولو 2 |
| أي.اس-202 (أبولو 3)                      | ساتورن 1ب | غير مأهولة                                | 25 أغسطس 1966  | تحت مدارية       | نجاح - تجربة إعادة دخول المركبة للغلاف الجوي، تعرف المهمة بشكل غير رسمي بأبولو 3. |
| أي.اس-204 (أبولو 1)                      | ساتورن 1ب | غوس غريسوم، إدوارد هيغنز وايت، روجر تشافي | إلغاء الإطلاق  | مدار الأرض       | فشل - ألغي الإطلاق نتيجة لاحتراق حجرة القيادة أدت لمقتل الرواد الثلاثة في 27 يناير 1967 خلال إجراءات التدريبات. تم إطلاق على المهمة اسم أبولو 1 بعد الحريق.                                                           |
| أبولو 4                                  | ساتورن 5  | غير مأهولة                                | 9 نوفمبر 1967  | مدار الأرض       | نجاح - اختبار جميع أجزاء الصاروخ - عدا المركبة القمرية. |
| أبولو 5                                  | ساتورن 1ب | غير مأهولة                                | 22 يناير 1968  | مدار الأرض       | نجاح - أول تجربة إطلاق للمركبة القمرية - أستخدم لهذه المهمة صاروخ ساتورن 1ب المخصص لمهمة أبولو 1 والتي تم إلغاؤها. |
| أبولو 6                                  | ساتورن 5  | غير مأهولة                                | 4 أبريل 1968   | مدار الأرض       | نجاح جزئي - تعرضت المركبة لاهتزازات شديدة أثناء دخولها المدار، كما توقفت عدد من المحركات عن العمل. وتعرضت المركبة لعدد من المشاكل أثناء دخولها لمجال الأرض الجوي.                                                     |
| أبولو 7                                  | ساتورن 1ب | والي شيرا، دون ايزيل، والتر كانينغهام     | 11 أكتوبر 1968 | مدار الأرض       | نجاح - استغرقت المهمة 11 يوماص حول مدار الأرض دون تجربة المركبة القمرية، حصلت خلافات بين الطاقم أثناء الرحلة |
| أبولو 8                                  | ساتورن 5  | فرانك بورمان، جيم لوفل، وليام أندرس       | 21 ديسمبر 1968 | مدار القمر       | نجاح - أول مهمة تقوم بالدوران حول القمر. عانى الرواد لبعض الأمراض ومشاكل في النوم. |
| أبولو 9                                  | ساتورن 5  | جيمس ماكديفيت، ديفيد سكوت، روستي شويكارت  | 3 مارس 1969    | مدار الأرض       | نجاح - رحلة لمدة 10 أيام في مدار الأرض، وتمت تجربة الالتحام بالمركبة القمرية بنجاح |
| أبولو 10                                 | ساتورن 5  | توماس ستافورد، جون يونغ، يوجين سيرنان     | 18 مايو 1969   | مدار القمر       | نجاح - ثاني مركبة تقوم بالدوران حول مدار القمر. قامت المهمة بتجربة المركبة القمرية في الدوران حول مدار القمر على ارتفاع 8.4 ميل بحري (15.6 كم) من سطح القمر.                                                          |
| أبولو 11                                 | ساتورن 5  | نيل أرمسترونج، مايكل كولينز، بز ألدرن     | 16 يوليو 1969  | الهبوط على القمر | نجاح - أول هبوط للبشر على سطح القمر، صاحبها استكشاف المنطقة حول مكان الهبوط |
| أبولو 12                                 | ساتورن 5  | شالز كونراد، ريشارد جوردن، ألان بين       | 14 نوفمبر 1969 | الهبوط على القمر | نجاح - المهمة كانت على وشك الإلغاء بعد أن ضربت صاعقة صاروخ الإطلاق، هبطت المركبة على بعد 200 متر من المركبة سورفيور 3.                                                                                                |
| أبولو 13                                 | ساتورن 5  | جيم لوفل، جاك سويغيرت، فريد هايس          | 11 أبريل 1970  | الهبوط على القمر | فشل جزئي - تعرضت المركبة لاهتزازات وانفجار في حجرة الخدمات أثناء الرحلة من الأرض للقمر أدت رلى إلغاء المهمة. أحتمى الرواد بشكل مؤقت في المركبة القمرية. دار الرواد دورة واحدة حول القمر وعادوا للأرض في حجرة القيادة. |
| أبولو 14                                 | ساتورن 5  | ألان شيبارد، ستوارت روزا، إدجار ميتشيل    | 31 يناير 1971  | الهبوط على القمر | نجاح - أعطال في حاسوب المركبة كادت تتسبب في إلغاء المهمة أثناء دورانها في مدار القمر. خلال هذه المهمة تم تصوير أول فيلم ملون في القمر.                                                                                |
| أبولو 15                                 | ساتورن 5  | ديفيد سكوت، ألفريد وردن، جيمس إروين       | 26 يوليو 1971  | الهبوط على القمر | نجاح - أول مهمة قمرية طويلة (3 أيام) وهي الأولى التي يتم استخدام عربة قمرية حيث قطعت مسافة 17.25 ميل (27.76 كـم). |
| أبولو 16                                 | ساتورن 5  | جون يونغ، كين ماتينجلي، شالز ديوك         | 16 أبريل 1972  | الهبوط على القمر | نجاح - أعطال كادت تلغي المهمة وأدت إلى تقصير مدة الرحلة في القمر. وهذه الرحلة الأولى التي تهدف إلى اكتشاف مرتفعات القمر.                                                                                              |
| أبولو 17                                 | ساتورن 5  | يوجين سيرنان، رونالد إفانز، هاريسون شميت  | 7 ديسمبر 1972  | الهبوط على القمر | نجاح - آخر مهمة فضاء مأهولة للقمر، وهي الأولى التي ضمت عالم (جيولوجي). وهذه المهمة هي الأخيرة المأهولة التي تعدت مدار الأرض المنخفض.                                                                                  |
| سكاي لاب 1                               | ساتورن 5  | غير مأهولة                                | 14 مايو 1973   | مدار الأرض       | نجاح - إطلاق محطة سكاي لاب الفضائية. |
| سكاي لاب 2                               | ساتورن 1ب | تشارلز كونراد، بول ويتز، جوزيف كيروين     | 25 مايو 1973   | المحطة الفضائية  | نجاح - نقلت مركبة أبولو طاقم زمريكي لأول محطة فضائية (سكاي لاب) لمدة 29 يوماً. |
| سكاي لاب 3                               | ساتورن 1ب | ألان بين، جاك روبرت لازما، أوين جاريوت    | 28 يوليو 1973  | المحطة الفضائية  | نجاح - نقلت مركبة أبولو طاقم أمريكي لمحطة سكاي لاب لمدة 59 يوماً. |
| سكاي لاب 4                               | ساتورن 1ب | جيرالد كار، وليام بوج، إدوارد جيبسون      | 16 نوفمبر 1973 | المحطة الفضائية  | نجاح - مركبة أبولو تقوم بنقل ثالث طاقم للمحطة سكاي لاب لمدة 84 يوماً. |
| مشروع أبولو-سويوز التجريبي (أبولو 18)    | ساتورن 1ب | توماس ستافورد، فانس براند، ديك سلايتون    | 15 يوليو 1975  | مدار الأرض       | نجاح - قام مشروع أبولو-سويوز التجريبي بتدريبات الالتحام مع مركبة سويوز 19 السوفييتية. |
| مهمات أبولو 18 وأبولو 19 وأبولو 20 للقمر | ساتورن 5  | مهمات ملغاة                               | لم تطلق        | الهبوط على القمر | ألغيت - تم ألغاء مهمات أبولو حتى أبولو 20 |

## عينات أعيدت
| المهمة   | كتلة العينة | العينة الممثلة |
| -------- | ----------- | -------------- |
| أبولو 11 | 22 كج       |                |
| أبولو 12 | 34 كج       |                |
| أبولو 14 | 43 كج       |                |
| أبولو 15 | 77 كج       |                |
| أبولو 16 | 95 كج       |                |
| أبولو 17 | 111 كج      |                |

عاد برنامج أبولو بـ381.7 كيلوغراماً (841.5 رطل) من الصخور والمواد الأخرى التي نقلت من القمر، والكثير منها وضعت في معمل استلام العينات القمرية في هيوستن.
وجد أن الصخور التي جمعت من القمر قديمة جداً بالمقارنة مع الصخور الموجودة على سطح الأرض وذلك عن طريق قياسها بواسطة تحديد العمر إشعاعياً. وتتراوح أعمار الصخور القمرية بين نحو 3.2 مليار سنة -لعينات بازلتية المستمدة من بحور القمر- إلى نحو 4.6 مليار سنة للعينات المستمدة من قشرة مرتفعات القمر، لذا فهي تمثل عينات مبكرة جدا من فترة تشكيل النظام الشمسي. ولعل أهم تلك الصخور هي صخرة التكوين التي عثر عليها خلال برنامج أبولو 15 من قبل رواد الفضاء جيمس ايروين وديفيد سكوت. هذه الصخرة وتدعى الأنورثوزايت وتتكون على وجه الحصر تقريباً من مجموعة الفلدسبار والكالسيوم والأنورثيت، ويعتقد أن هذا النوع من الصخور يمثل تكوين قشرة المرتفعات القمرية. ويعتبر الكريب الذي اكتشف على سطح القمر ليس لهُ نظير على الأرض. استخدمت عينات الأنورثوزايت والكريب لاستنتاج أن الجزء الخارجي من القمر كان يوما ما منصهر تماماً.
كل الصخور تقريباً يظهر عليها أدلة تشير إلى تضررها من عمليات الاصطدام، فعلى سبيل المثال، تبدو على كثير من العينات الصخرية آثار اصطدام بنيازك دقيقة، وهو أمر لم يسبق لهُ مثيل على وجه الأرض بسبب الغلاف الجوي السميك. بالإضافة إلى ذلك، تظهر علامات كثيرة على الصخور تدل على التعرض لموجات ارتفاع ضغط نتيجة الصدمة التي تنشأ من خلال الاصطدامات على سطح القمر. كما أن بعض العينات التي نقلت كانت تضم أثار ذوبان المواد حول محيط حفرة الاصطدام.
تحليل تركيبة عينات صخور القمر تدعم فرضية الاصطدام العملاق والتي تشير إلى أن القمر تكون نتيجة اصطدام جسم فضائي كبير بكوكب الأرض.

## تكلفة البرنامج
قدرت ناسا للكونغرس الأمريكي في مارس 1966 كلفة برنامج إرسال رجل للقمر بما يقدر بمبلغ 22.718 مليار دولار لبرنامج مدته 13 عاماً يقوم بإرسال ستة بعثات ناجحة للقمر بين يوليو 1969 وديسمبر 1972. التكاليف النهائية لبرنامج أبولو قدرت بـ25.4 مليار دولار عام 1969 (أي ما يعادل 145 مليار دولار عام 2007، بحساب التضخم).
تقدر التكاليف المرتبطة بمركبة أبولو الفضائية وساتورن 5 نحو 83 مليار دولار بحساب التضخم لعام 2005 [المركبة الفضائية أبولو : 28 مليار دولار (وحدة القيادة والخدمات العامة : 17 مليار دولار ؛ الوحدة القمرية : 11 مليار دولار)، مركبة الإطلاق ساتورن 5 : حول 46 مليار دولار).

### التكاليف البشرية
لقي ثلاث رواد فضاء (فيرجيل جريسوم وإدوارد وايت وروجر شافي) مصرعهم نتيجة لحريق في حجرة القيادة خلال تجارب إطلاق أبولو 1 في 27 يناير 1967، لم يعرف السبب الرئيسي للحريق لكن جرى عدة تعديلات على تصميم المركبة لتفادي هذا النوع من الحوادث.

## طالع أيضًا
- قائمة بالمشاريع العملاقة

### مقالات ذات صلة
- استكشاف القمر
- برنامج لونا
- ساتورن 5
- نظرية المؤامرة في الصعود للقمر
- سياحة الفضاء

### وصلات خارجية
- الموقع الرسمي
- التراث العلمي لرحلات أپولو من مجلة العلوم الأمريكية - النسخة العربية